# Cnemaspis kotagamai
Cnemaspis kotagamai — вид ящірок з родини геконових (Gekkonidae). Описаний у 2019 році.

## Етимологія
Вид названий на честь ланкійського орнітолога Сарата Котагами за його внесок у збереження та дослідження біорізноманіття на Шрі-Ланці.

## Поширення
Ендемік Шрі-Ланки. Виявлений лише в гранітній печері у лісі Бамбарагала в окрузі Ратнапура на півдні країни.

## Опис
Ящірка завдовжки до 30 мм. Гранульовані лусочки слабо кілеві. Підборіддя, голова, грудні та черевні лусочки гладкі. Існує 114–119 паравертебральних гранул. Присутня одна передключична пора. У самців 4–5 стегнових пор. Голова маленька з довгою мордою. Маленькі очі з круглими зіницями. Верх голови, тіла і кінцівок коричневого кольору. Одна широка жовта хребетна смуга проходить від потилиці до хвоста. Є п'ять неправильних чорно-коричневих паравертебральних плям. На потилиці є темна лінія у формі W. Хвіст дорсально темно-коричневий з 11 чорними поперечними смугами. Є дві чорні посторбітальні смуги з кожного боку. Між оком і ніздрею є коса чорна лінія.